# Негоєшть (Келераш)
Негоєшть, Негоєшті (рум. Negoești) — село у повіті Келераш в Румунії. Входить до складу комуни Шолдану.
Село розташоване на відстані 39 км на південний схід від Бухареста, 66 км на захід від Келераші.

## Населення
За даними перепису населення 2002 року у селі проживали 1085 осіб.
Національний склад населення села:
| Національність | Кількість осіб | Відсоток |
| -------------- | -------------- | -------- |
| румуни         | 979            | 90,2%    |
| цигани         | 106            | 9,8%     |

Рідною мовою назвали:
| Мова      | Кількість осіб | Відсоток |
| --------- | -------------- | -------- |
| румунська | 1030           | 94,9%    |
| циганська | 55             | 5,1%     |